# Trine Michelsen
Katrine "Trine" Michelsen (født 21. januar 1966 i Gentofte, død 17. januar 2009 i Emdrup) var en dansk model og skuespillerinde. 

## Karriere
Trine Michelsens første rolle som skuespillerinde var en lille rolle i Cyklen, der var en øvelsesfilm på filmskolen. Kort efter afsluttet skolegang fik hun en rolle i tv-spillet En verden der blegner af Franz Ernst og Astrid Saalbach. I tv-spillet spiller hun en stærk og politisk engageret ung kvinde.
Herefter blev Trine Michelsen nøgenmodel som Side 9 pige i Ekstra Bladet og i Ugens Rapport.
Successen som nøgenmodel førte til roller i to gyserfilm og to erotiske i Italien. I 1986 i La bonne af Salvatore Samperi..  Trine Michelsen spiller en stuepige, som vækker husets beboere erotisk. Filmen blev en succes i Italien, hvor publikum første gang stiftede bekendtskab med "Katrine Michelsen", som hun hed på plakaten. Året efter fulgte Sergio Bergonzellis Tentazione, som var langt mere erotisk end debuten. Samme år spillede hun over for Donald Pleasence i splatterfilmen Spettri, som blev instrueret af Marcello Avallone. I 1987 medvirkede hun i sin sidste italienske film, Lamberto Bavas seriemordergyser Le foto di Gioia.
I 1988 medvirkede hun i sin eneste amerikanske film i en lille rolle som receptionist i Gordon Hesslers filmatisering af Richard Adams’ roman Pigen i gyngen.
Rollerne i dårlige film fik hende til at koncentrere sig om modelkarrieren, men hun vendte tilbage som skuespiller i 1994, da hun fik rollen som en venlig luder i Vibeke Gads arbejdsløshedsdrama Eva. 
I 1998 fik mange øje for hendes talent for andet end at blive fotograferet afklædt. Hun var en af de mest afklædte og ligefremme kollektivister i Lars von Triers Dogme-film Idioterne, og året efter optrådte hun påklædt skuespil i Søren Faulis satiriske novellefilm Antenneforeningen.

## Privat
Trine Michelsen var datter af kulturjournalisten og forfatteren Ole Michelsen og hans kone Nina Varberg, der døde i en bilulykke fire år efter Trines fødsel. Hun havde ikke kontakt til sin far i en årrække, men de blev forsonet i løbet af 1990’erne.
I april 2005 fortalte hun i ugebladet Se og Hør, at hun var i kemoterapibehandling, fordi hun havde fået konstateret kræft i skulderbladet, hvorfra det spredte sig til lymfesystemet. I december 2005 havde kræften spredt sig til det meste af kroppen og til knoglerne.
Trine Michelsen døde den 17. januar 2009 på Haandværkerforeningens Plejehjems palliative afdeling i Emdrup. Hun blev bisat fra Frederiksberg Kirke, og urnen nedsat på hendes mors gravsted på Gentofte Kirkegård.

## Film
- La bonne (1986)
- Tentazione (1987)
- Spettri (1987)
- Le foto di Gioia (1987)
- Pigen i gyngen (1988)
- Trines fantasier (1994) (videofilm fra Scanmail)
- Idioterne (1998)
- De ydmygede (1998)
- Antenneforeningen (1999)

### Tv-serier
- En verden der blegner (1984)
- Eva (1994)